# Ilhas Virgens Americanas nos Jogos Pan-Americanos de 2015
As Ilhas Virgens Americanas competiu nos Jogos Pan-Americanos de 2015 em Toronto de 10 a 26 de julho de 2015. O país competiu em 8 esportes com 18 atletas e não conquistou medalhas nesta edição.